# 靈光殿
火燒坪靈光殿，俗稱火燒坪宮，舊名紫稜殿，台灣澎湖縣廟宇，位於馬公市光榮里，主祀朱府王爺，為「媽宮三甲七保」的角頭廟之一，法師流派為「普庵派」。:60–62

## 沿革
火燒坪為媽宮古地名，其所涵蓋區域包含今馬公市光明里與光榮里，其西側倚海地勢平坦處稱「火燒坪」（頂社），東側地勢稍低漥稱「澳仔底」（下社，約今馬公國小校址），該地帶因濱近墓葬區，住戶皆零散不多，直到清領時期末期才稍成聚落，《澎湖廳志》中將兩社通記作「火燒坪社」或「火燒棚社」，屬「東西澳」管轄。
據傳在明末清初之際，火燒坪居民在海濱發現三名溺水的屍首，分別是來自福建金門的朱姓、邱姓和余姓等三位男性，便將之埋葬於今廟址左側，居民凡有事膜拜皆十分應驗，「諸靈公」之名不脛而走。清代的火燒坪居民若要朝拜廟宇，大多遠赴數里之外、位於馬公市區的北甲北辰宮或東甲北極殿，進入日治時期後，便有村民八人商議興建地方公廟，並替諸靈公雕塑金身，但倡議者卻罹病遭難。
昭和四年（1929年），當時保正陳江成於家中設立鸞堂－「化新社一善堂」，一日神明透過鸞手陳江成扶乩指示：邱、余二位尊靈因庇護里民有功，現已高陞為神，另調他處，而仍在火燒坪鎮守的朱氏尊靈陞為將軍，修為尚未達到配享廟宇香火的爵位。由於此段指示，建廟之議暫且擱置。
直到昭和七年（1932年）正月十五，神明透過陳江成再次指示：朱將軍荷沬天恩晉升為朱府王爺，興廟時候已到。因此甲民奔走集資，於同年十一月初二動土開工建立新廟，十二月初九落成。新廟以「紫稜」為名，主祀朱府王爺。又由於建廟與鸞堂（善堂）饒有淵源，遂將鸞堂主祀的文衡帝君（關聖帝君）添塑入廟，與朱府王爺並肩鎮殿。
紫稜殿落成之後，媽宮周遭五甲頭（角頭）咸來慶祝，往後每當西衛宸威殿、重光威靈殿、北甲北辰宮、東甲北極殿與南甲海靈殿舉辦慶典活動時，其他廟宇亦會相互助陣（交陪）。昭和九年（1934年），廟方有感「紫稜殿」之名與其他角頭廟略顯突兀，便改為「靈光殿」，沿用迄今。
根據2018年4月2日與廟方人員訪談，該廟最近準備向澎湖縣政府文化局申請登記為「歷史建築」。

## 圖輯

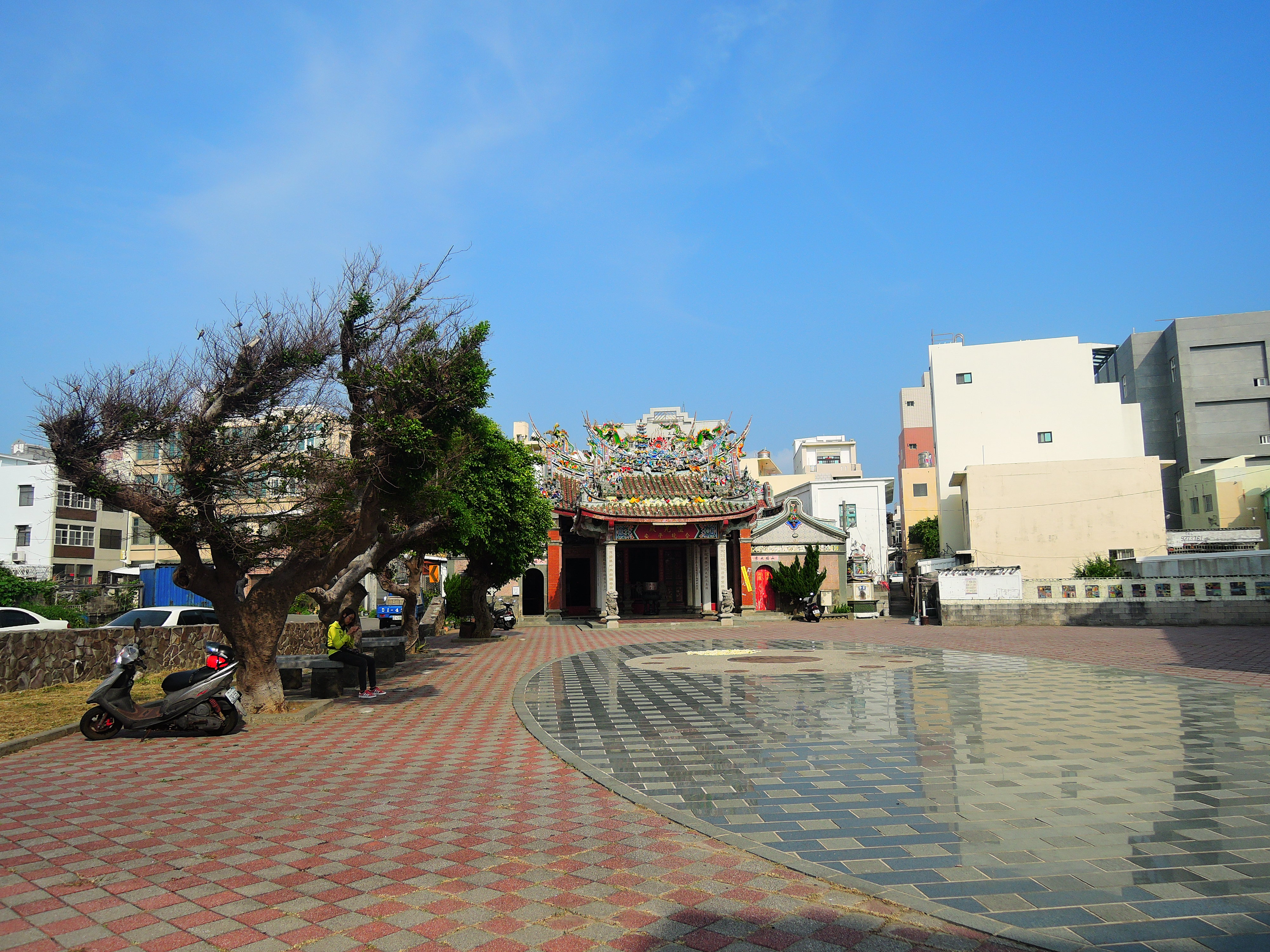
寬闊的廟埕
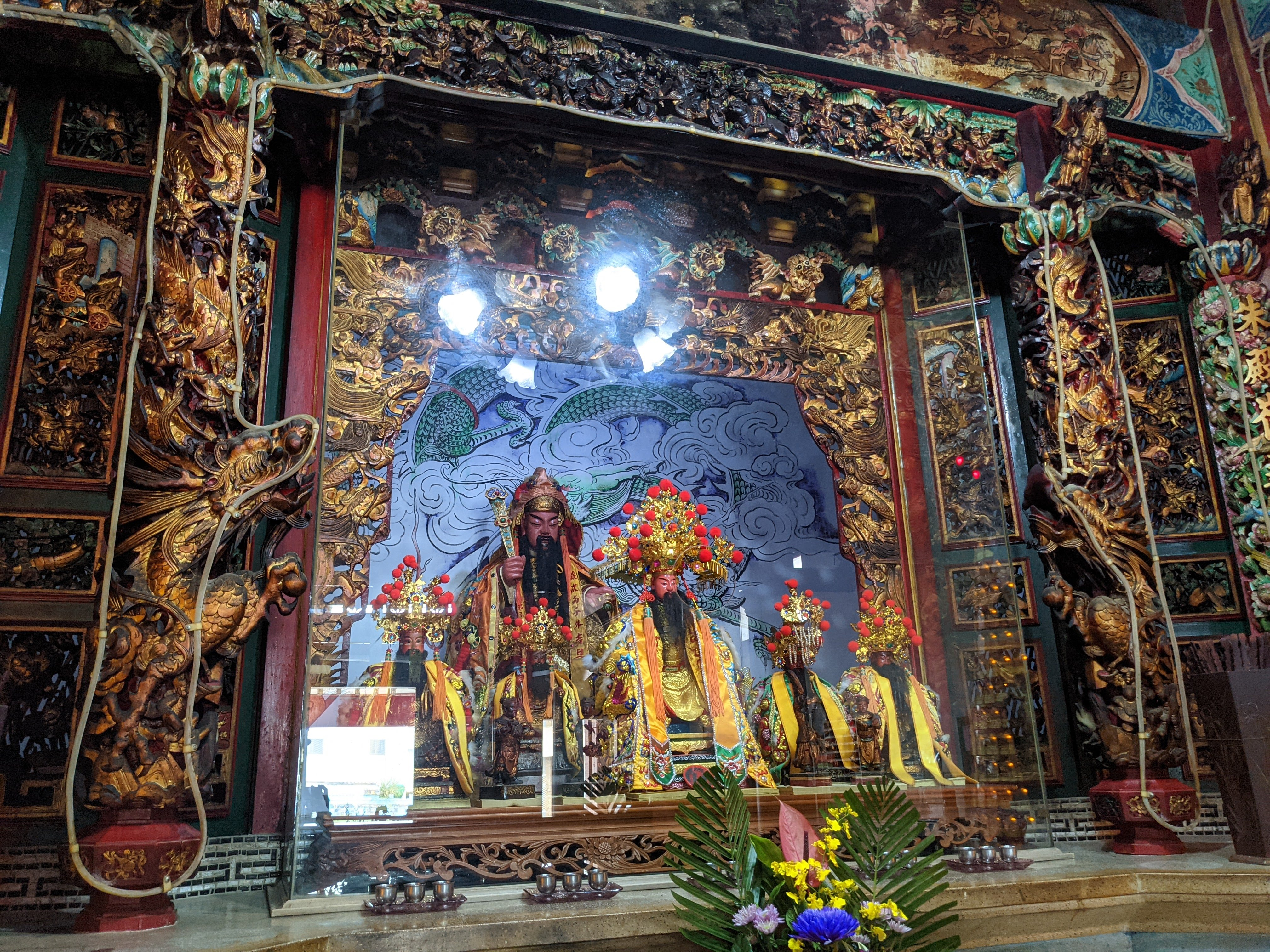
主祀神明
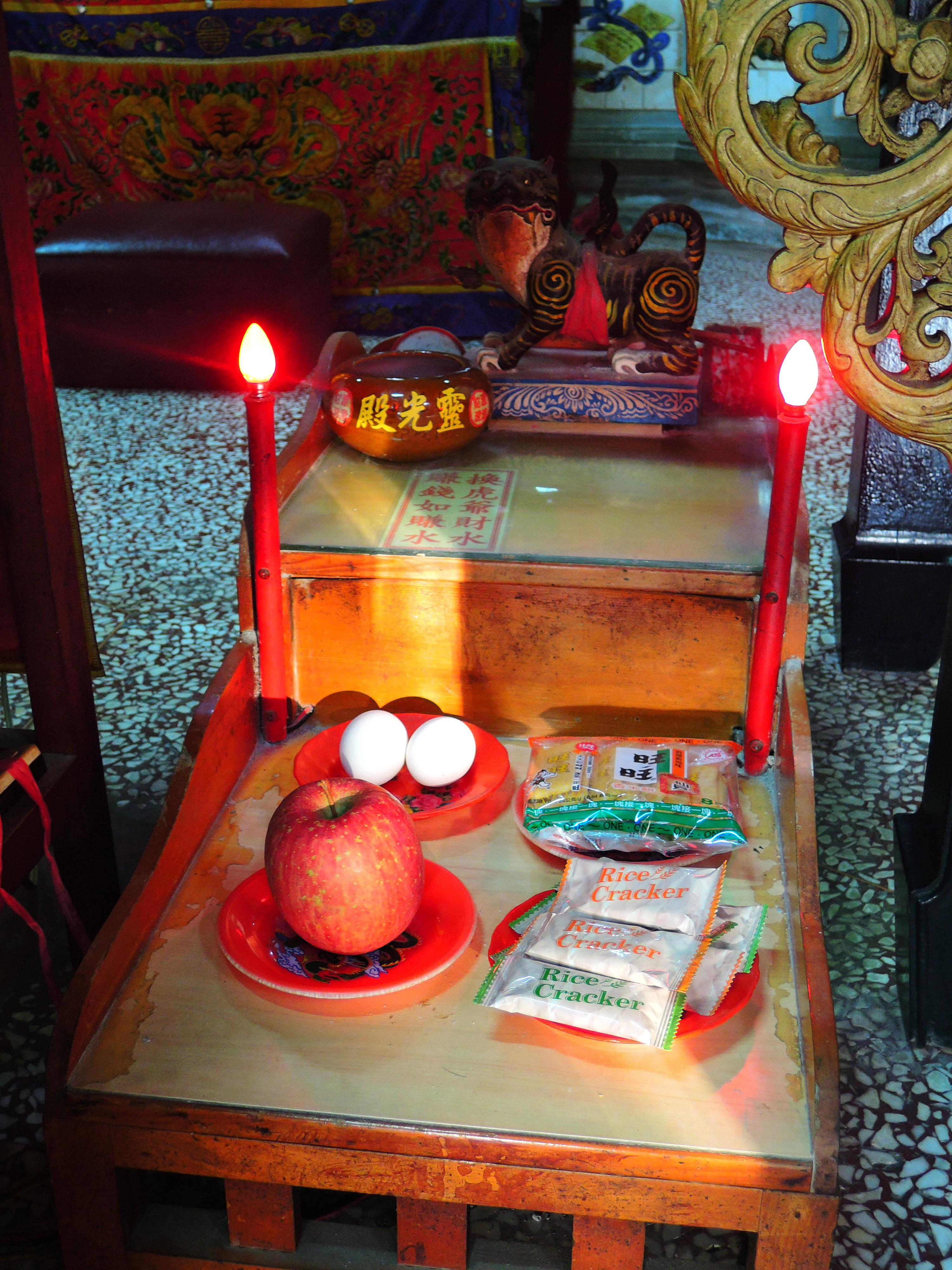
虎爺
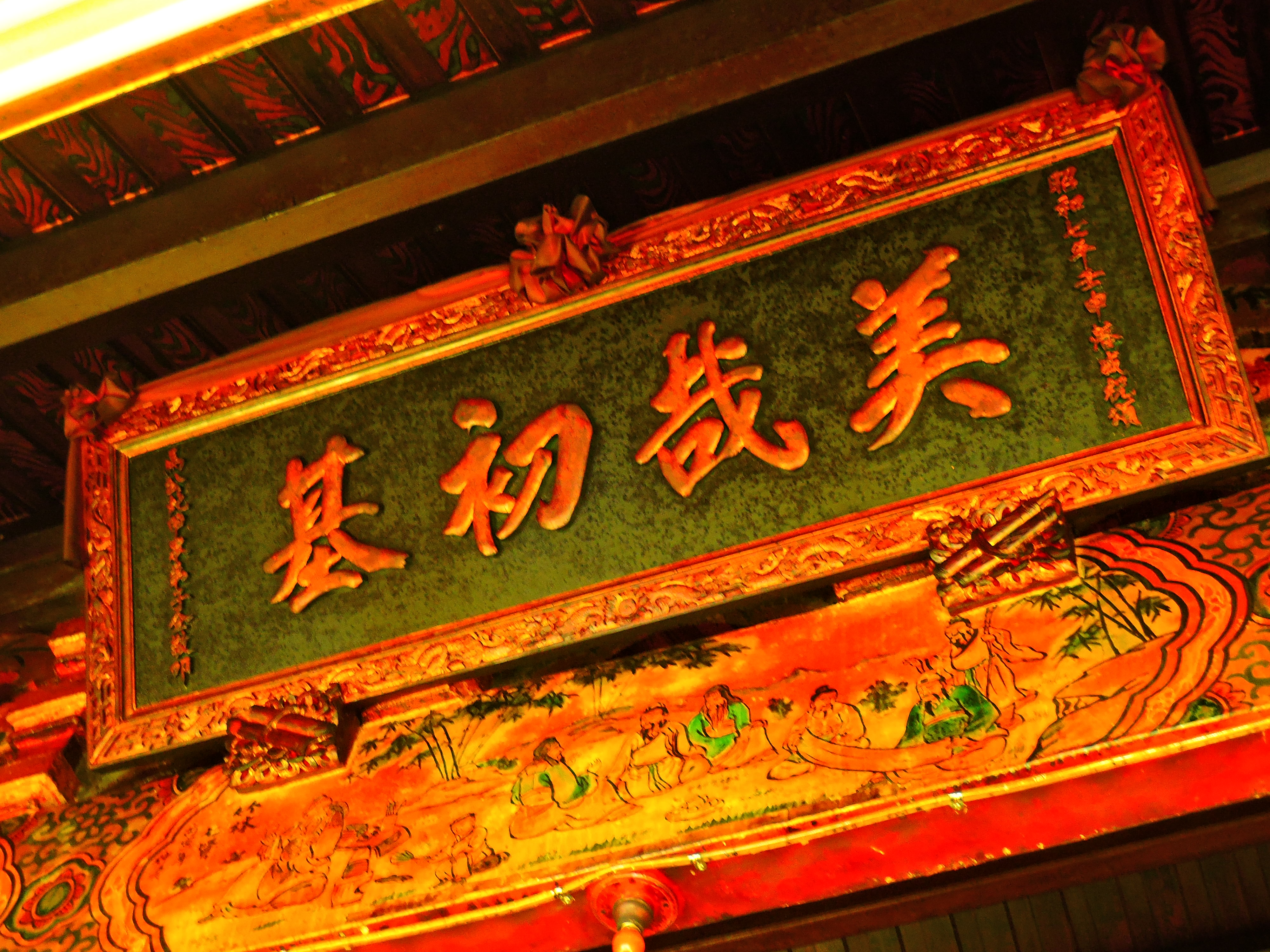
匾額：美哉初基
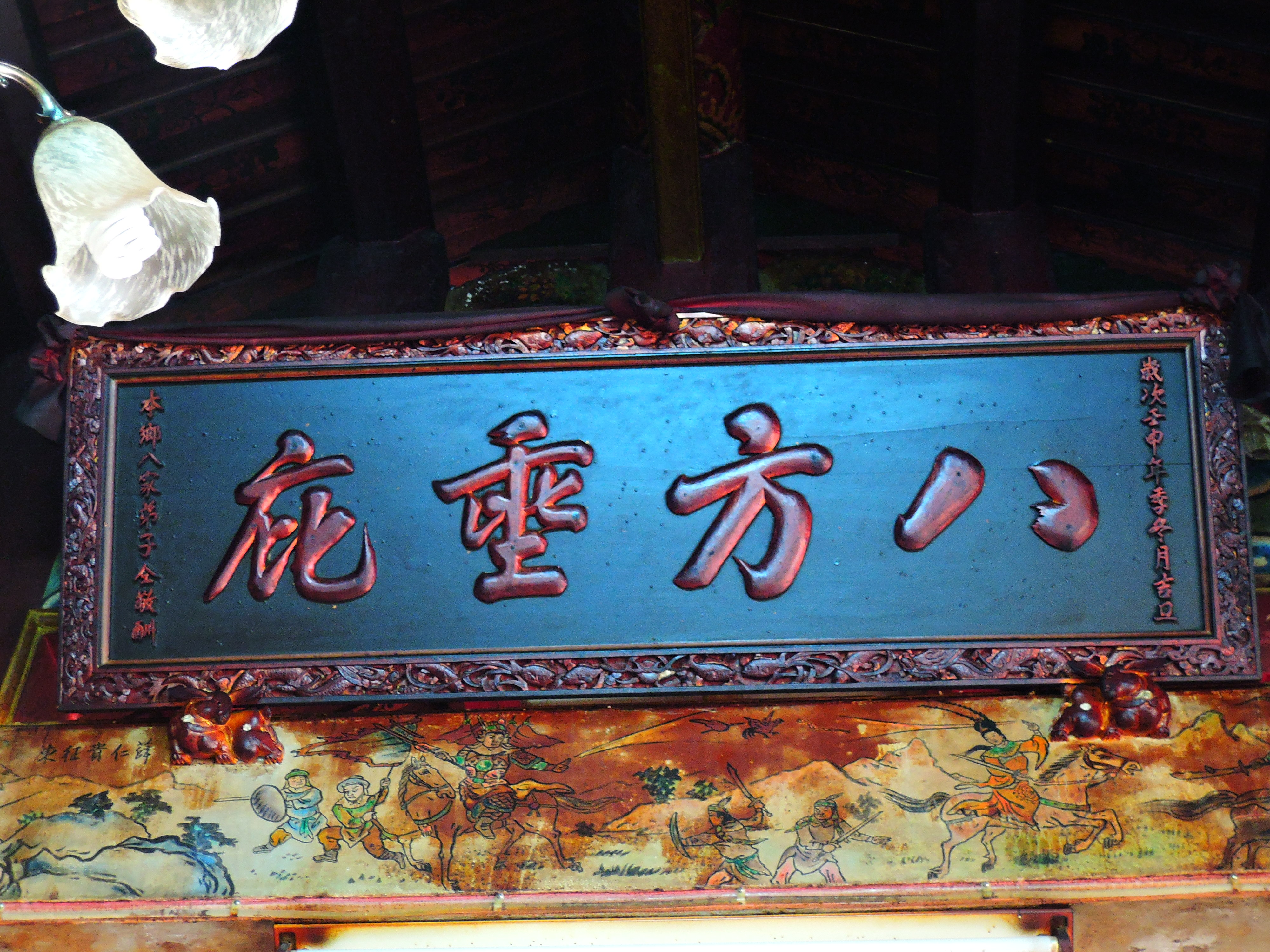
匾額：八方垂庇

## 建築
靈光殿最初建築樣式僅有正殿與左廂房，昭和八年（1933年）增建四垂亭與右廂房。

今日三開三進落、四垂亭與屋頂的樣式乃出自一代鑿花、大木名匠葉根壯民國58年（1969年）的設計，建築主體雖採鋼筋混凝土結構，但廟內斗栱彩繪、神龕向楣木雕等依然採用傳統工法，葉根壯本人亦製作廟舍屋頂下緣的數幅老虎圖騰。名匠蔡嘉生負責細木作（鑿花）。蔡嘉生為澎湖馬公安宅人，師事黃玉瑤，而蔡嘉生師祖黃良，即是參與過澎湖天后宮大正年間大修建工程的名匠之一。

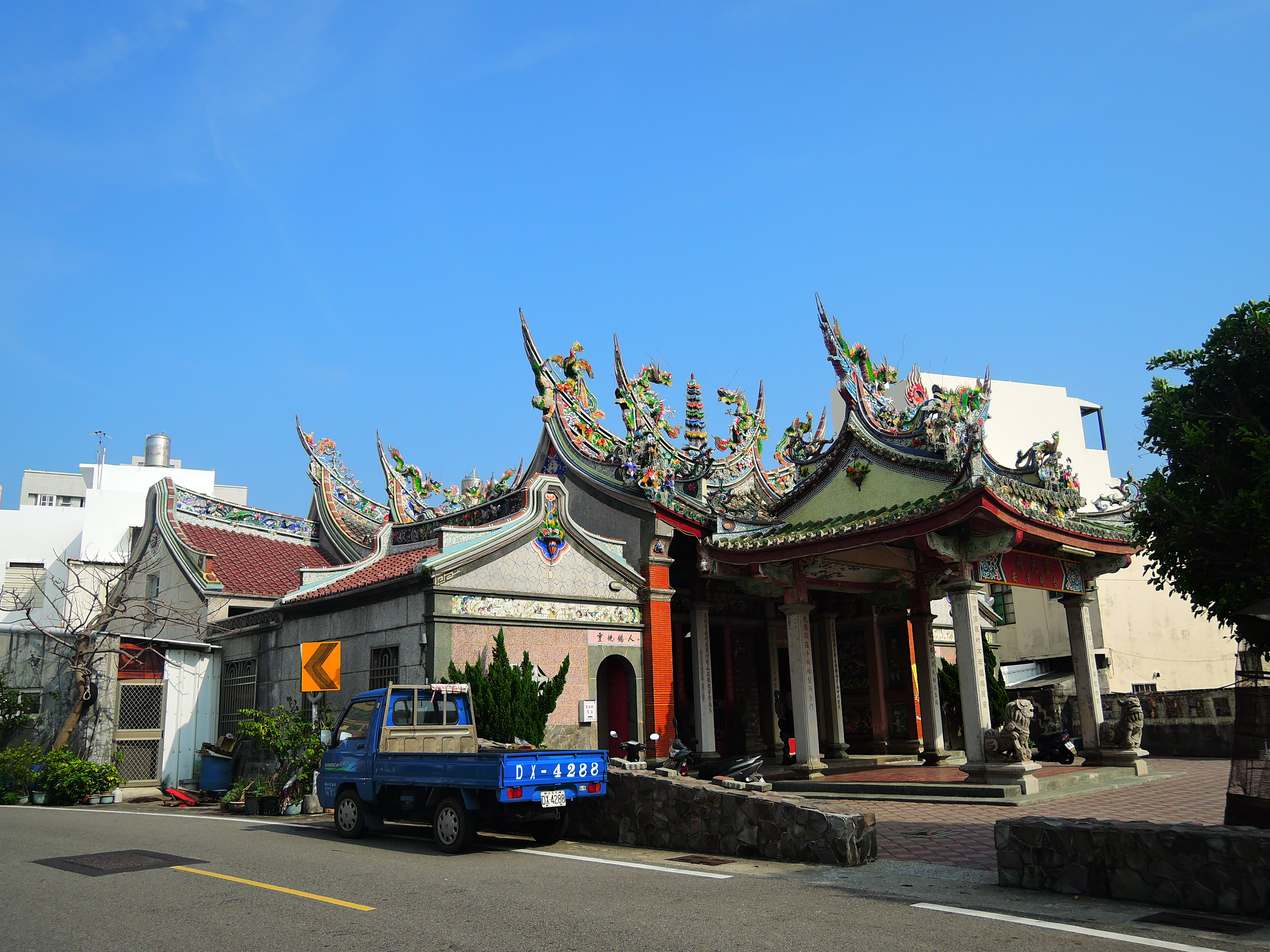
正殿與四垂亭
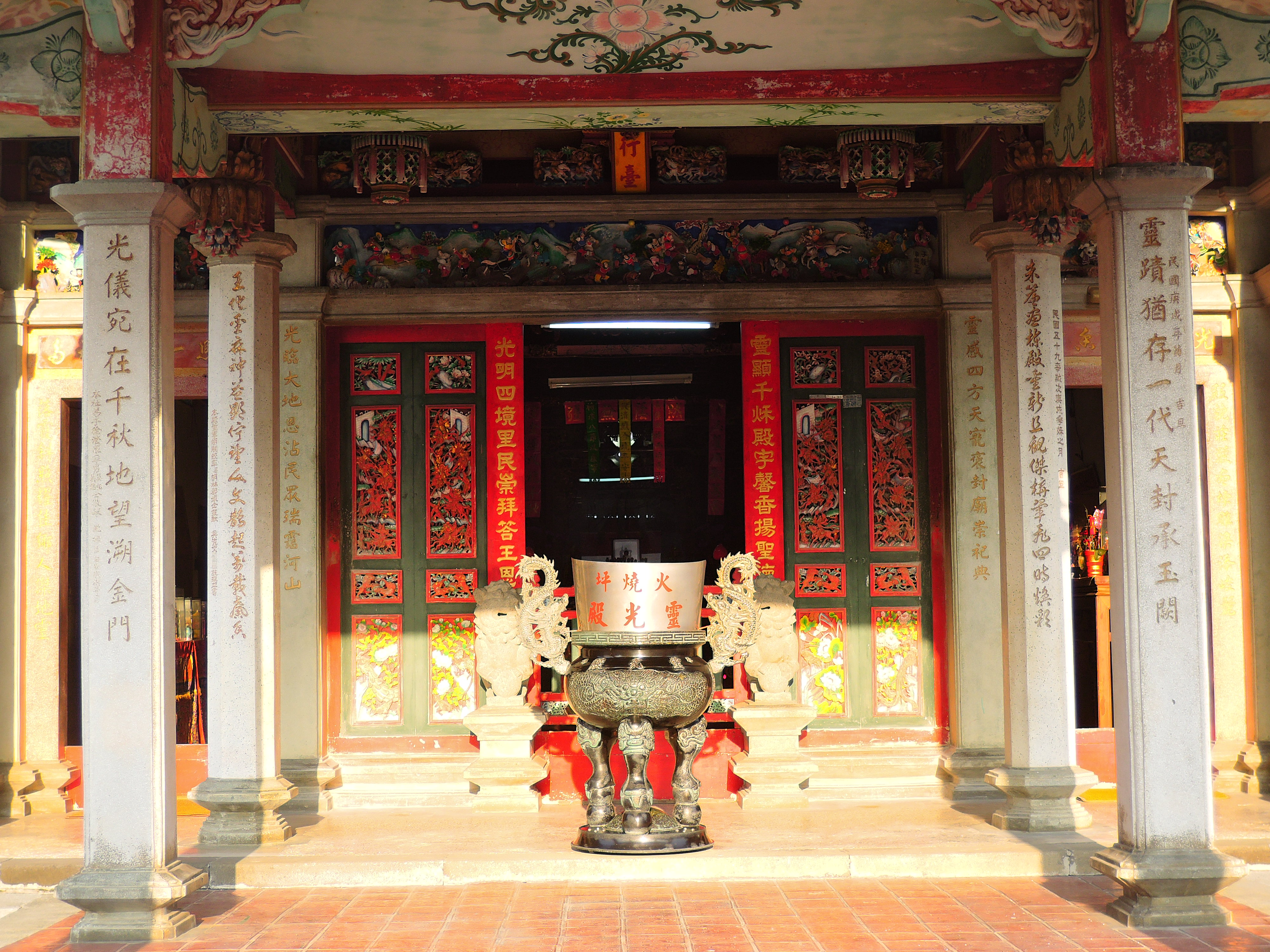
四垂亭、香爐、石柱對聯
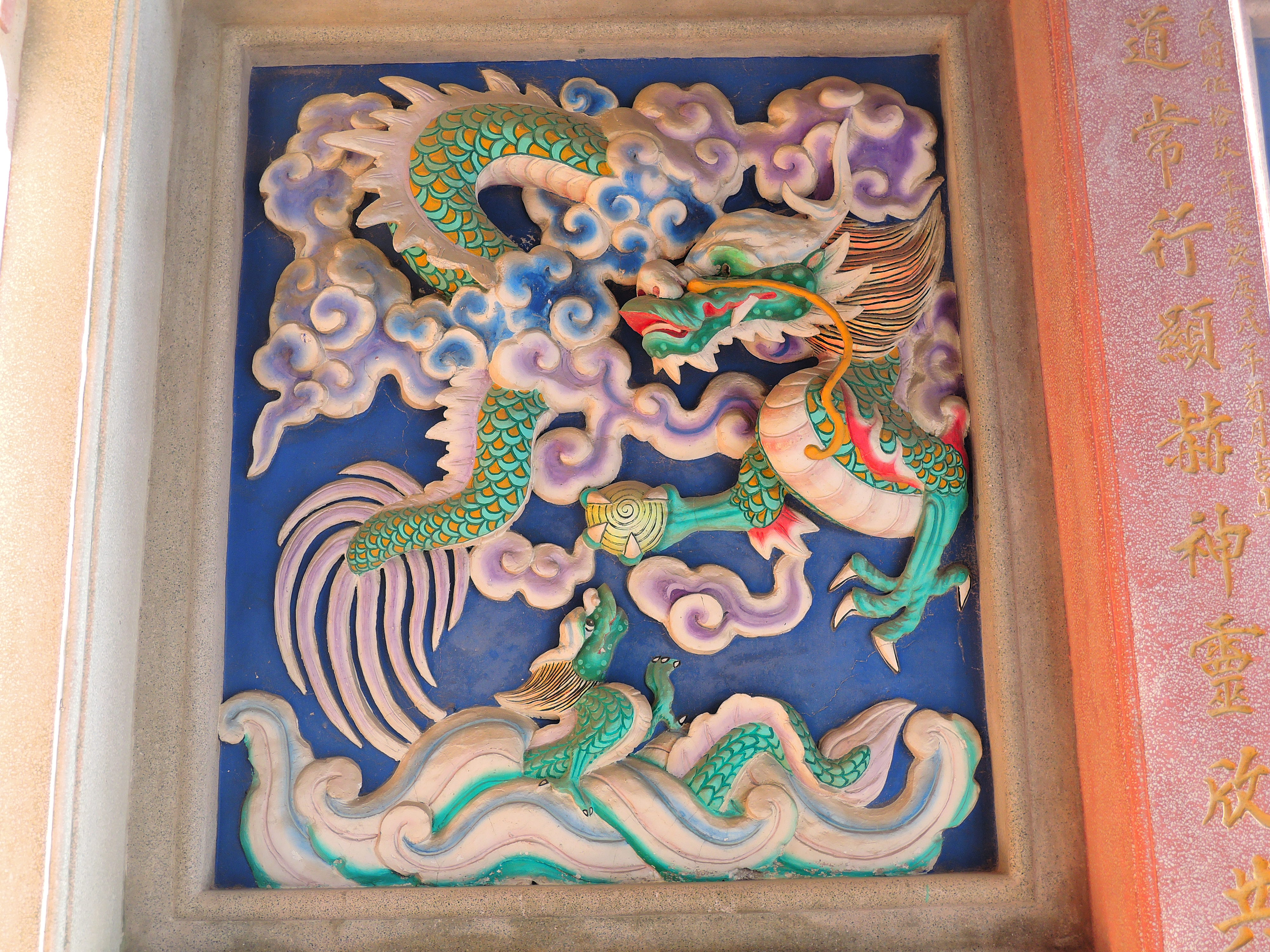
立面石雕（龍邊）
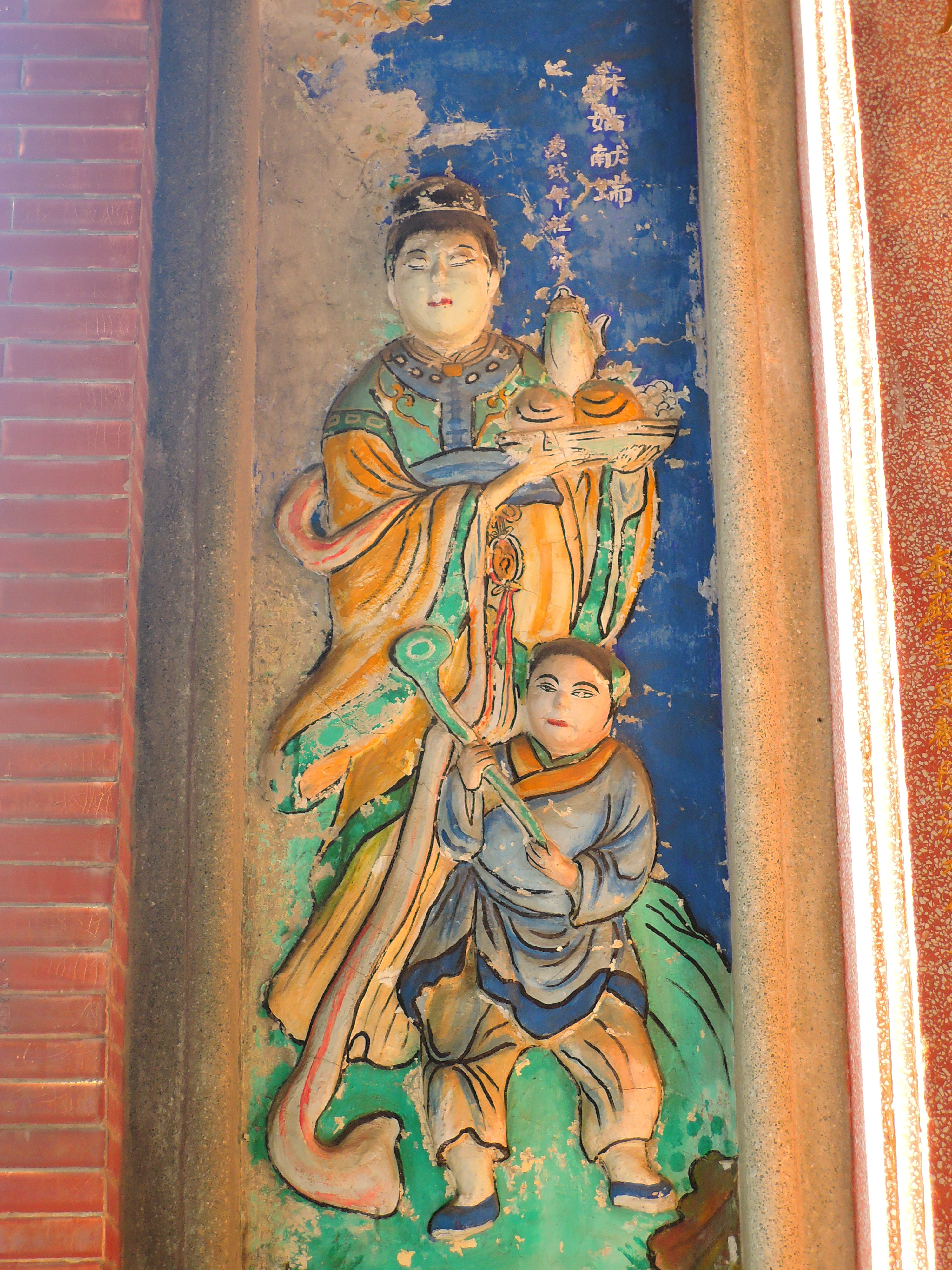
立面石雕（麻姑獻壽）
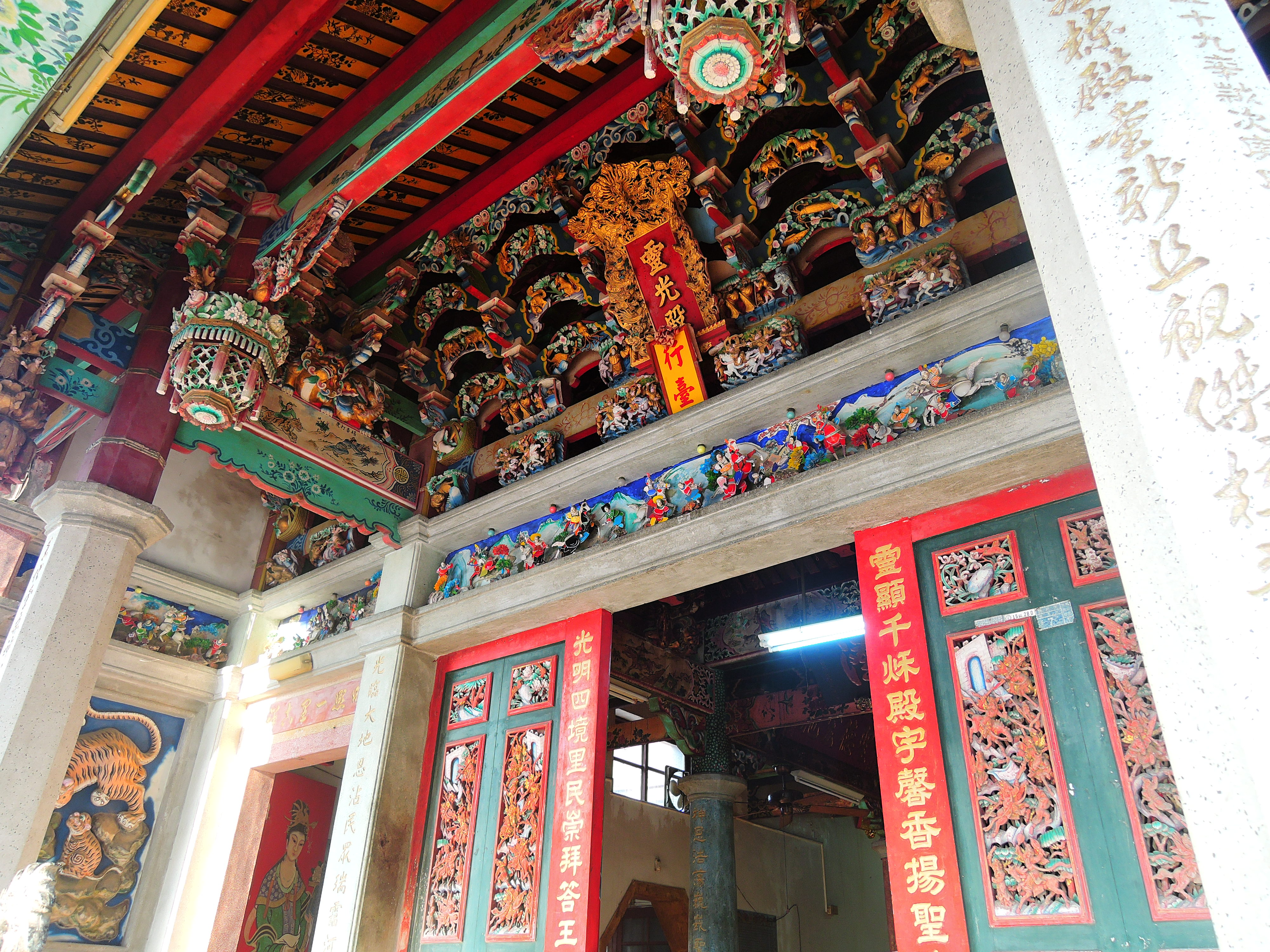
聖旨牌、樑枋、垂花
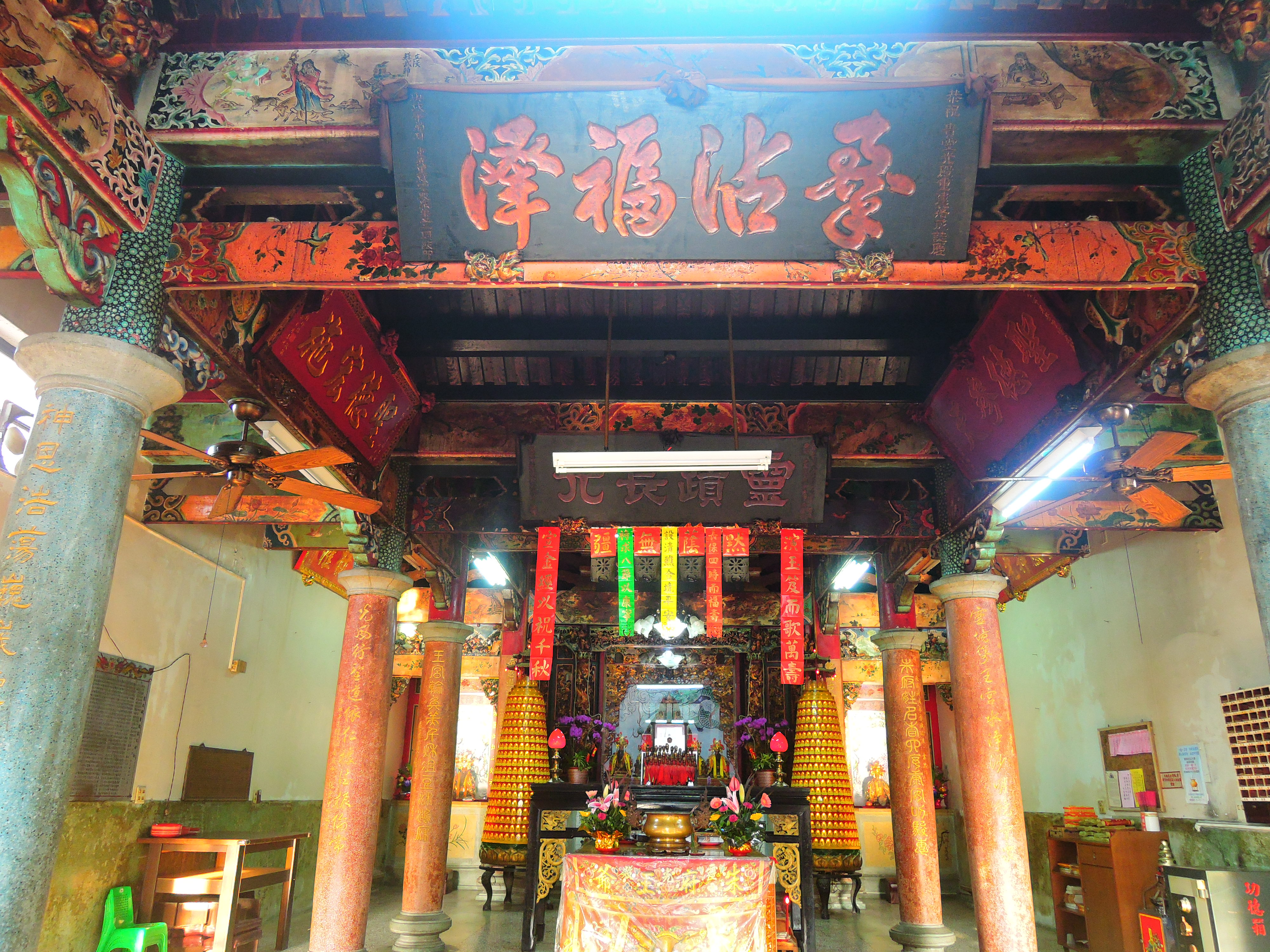
神明廳、四點金柱
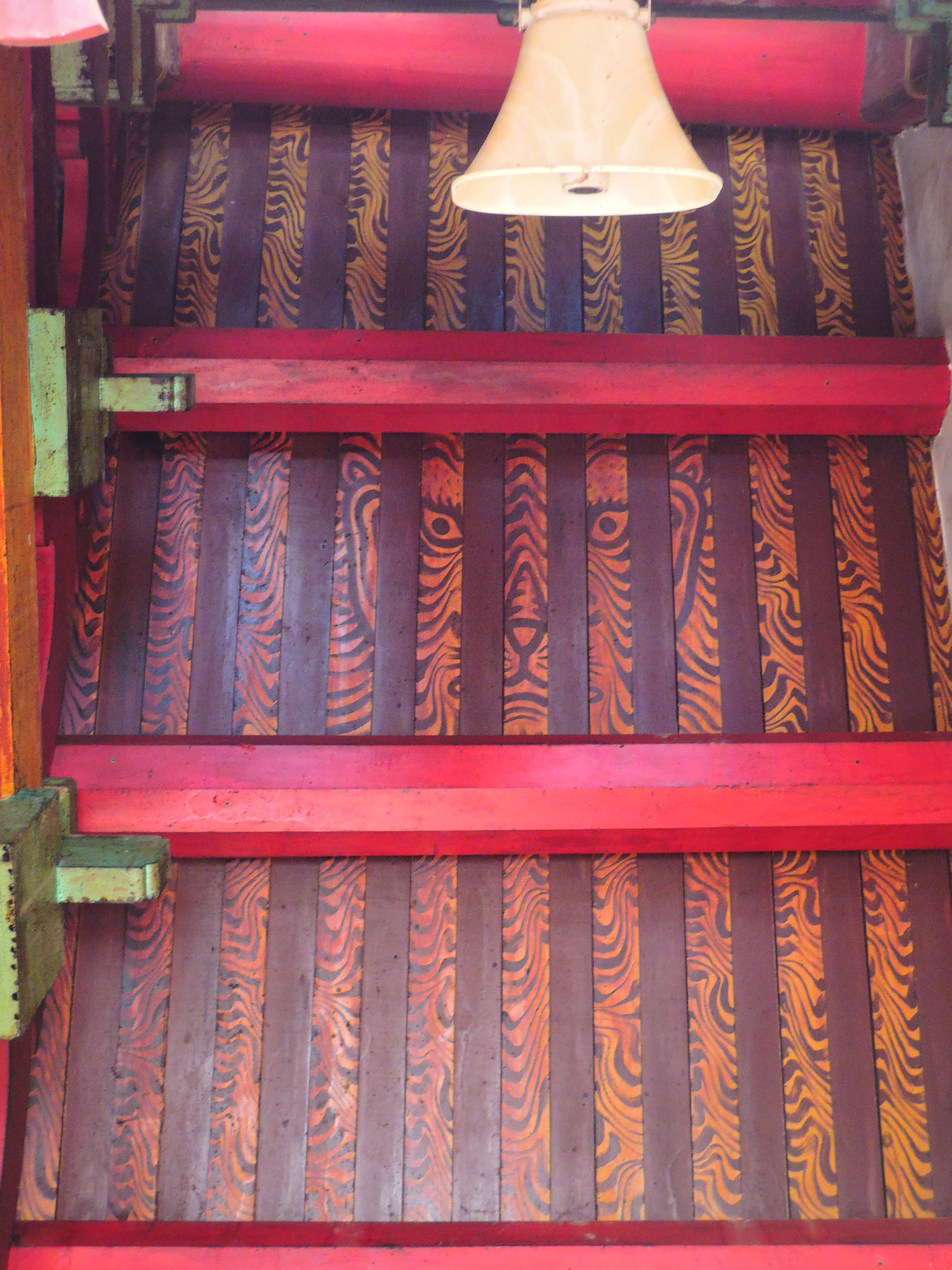
屋頂老虎圖騰

靈光殿內外廟柱的對聯則由當時名士落款，如紀雙抱、爾後主導一新社起廟事宜的吳克文（吳藻卿）等。